# 中国科学院分子植物科学卓越创新中心
中国科学院分子植物科学卓越创新中心，简称分子植物卓越中心，是中华人民共和国一家主要关注植物遗传、发育、生理的专业研究机构，其前身是1930年1月正式创立于南京的国立中央研究院自然历史博物馆。中国科学院“率先行动”计划将植物生理生态研究所定位为卓越创新中心。
植物生理生态研究所现有中国科学院院士9人、美国科学院院士1人，正高级科技人员98人，副高级科技人员79人。

## 历史
1928年4月，国立中央研究院组建广西科学调查团开展动植物标本采集和地质调查等工作。次年元月调查结束，收获至为丰富。“鉴于非聘请专家从事研究，不足以尽调查之能事，遂决定创办博物馆，以为研究及展览之所”。1929年1月，中央研究院院长蔡元培聘请李四光、秉志、钱崇澍、颜复礼、李济、过探先及钱天鹤七人，为博物馆筹备处筹备委员会委员。当月30日，筹备委员会开会，决定定名为“国立中央研究院自然历史博物馆”，设动物部和植物部，主任为钱天鹤。
1934年，国立中央研究院自然历史博物馆改名为“国立中央研究院动植物研究所”。抗日战争期间，动植物研究所多次迁址，自南京而至湖南衡阳、再至广西阳朔，终定于四川北培。1944年，动植物研究所分建动物研究所和植物研究所，罗宗洛出任植物研究所所长。究其原因，动植物研究所内植物研究人员占比不足三分之一，而所长王家楫是动物学家，因此植物研究不受重视。
罗宗洛任所长后，调整研究方向，不再局限于分类，成立高等植物分类学研究室、藻类学研究室和植物生理研究室。1946年植物研究所迁至上海市岳阳路320号。随后，研究所恢复或创建真菌学研究室、森林学研究室、植物形态学研究室、植物病理学研究室和细胞遗传学研究室。中华民国退守台湾前夕，植物所已成为名副其实的综合性研究机构。
中国共产党取得政权后，植物研究所分拆参与组建中国科学院实验生物研究所和中国科学院水生生物研究所。1953年，实验生物研究所植物生理研究室和昆虫研究室分别独立为中国科学院植物生理研究所和中国科学院昆虫研究所，发生生理研究室继续沿用实验生物研究所的名称。1959年，中国科学院昆虫研究所上海工作站调整为中国科学院上海应用昆虫研究所，1962年改名为中国科学院华东昆虫研究所，1978年定名中国科学院上海昆虫研究所。
1999年，中国科学院上海植物生理研究所和中国科学院上海昆虫研究所合并成立中国科学院植物生理生态研究所。

## 研究领域
植物生理生态研究所主要关注植物、微生物和昆虫三大领域，研究植物遗传多样性、植物生长发育调控和植物与环境互作机理等重大问题，设有植物分子遗传国家重点实验室、中国科学院合成生物学重点实验室和中国科学院昆虫发育与进化生物学重点实验室等研究机构。研究所主办的学术期刊有《Molecular Plant》和《植物生理学报》。

## 研究成果
- 水稻高产优质性状形成的分子机理及品种设计（2017年度国家自然科学奖一等奖，第二完成单位）[21]
- 人造单染色体真核细胞[22][23]

| 年度 | 项目名称                                     | 获奖类别               | 链接                   |
| ---- | -------------------------------------------- | ---------------------- | ---------------------- |
| 2007 | 水稻第四号染色体测序及功能分析               | 国家自然科学奖（二等） | （页面存档备份，存于） |
| 2012 | 水稻复杂数量性状的分子遗传调控机理           | 国家自然科学奖（二等） | （页面存档备份，存于） |
| 2014 | 水稻重要生理性状的调控机理与分子育种应用基础 | 国家自然科学奖（二等） | （页面存档备份，存于） |

## 历任所长[24]

### 原上海植物生理所
- 罗宗洛（1953年－1978年）
- 殷宏章（1978年－1983年）
- 沈允钢（1983年－1991年）
- 许智宏（1991年－1994年）
- 汤章城（1994年－1999年）

### 原上海昆虫研究所
- 杨平澜（1959年－1985年）
- 朱国凯（1985年－1988年）
- 陈元光（1988年－1993年）
- 李鸿昌（1993年－1997年）

### 原植物生理生态研究所
- 许政暟（1999年－2002年）
- 陈晓亚（2004年－2008年）
- 薛红卫（2009年－2014年）
- 韩斌（2014年－2019年）

### 分子植物科学卓越创新中心
- 韩斌（2019年－）